# Sidi M'Hamed Ben Ali (distrito)
Sidi M'Hamed Ben Ali é um distrito localizado na província de Relizane, Argélia. Sua capital é a cidade de mesmo nome. A população total do distrito era de 67 995 habitantes, em 2008.[carece de fontes?]

## Comunas
O distrito está dividido em quatro comunas:
- Sidi M'Hamed Ben Ali
- Beni Zentis
- Mediouna
- Sidi M'Hamed Benaouda